# Шевцов Олександр Григорович
Шевцо́в Олекса́ндр Григо́рович (17 жовтня 1918 — 28 квітня 1988) — радянський військовий діяч, командуючий 43-ю ракетною армією РВСП, Герой Радянського Союзу (1943), генерал-полковник авіації (1967).

## Біографія
Народився 17 жовтня 1918 року в місті Шебекіно Бєлгородської області. Росіянин. Закінчив 10 класів середньої школи.
У 1937 році призваний до РСЧА. У 1940 році закінчив Чугуївське військове авіаційне училище льотчиків.

### Радянсько-німецька війна
Учасник німецько-радянської війни з червня 1941 року. Воював на Ленінградському, Брянському та 1-му Прибалтійському фронтах. Брав участь у Курській битві, взятті Кенігсбергу. Бойовий шлях пройшов від командира авіаційної ланки до командира винищувального авіаційного полку.
До серпня 1943 року штурман 171-го винищувального авіаційного полку капітан О. Г. Шевцов здійснив 220 бойових вильотів, у 47 повітряних боях збив особисто 10 та в складі групи 6 літаків супротивника.
Указом Президії Верховної Ради СРСР від 8 вересня 1943 року за мужність і героїзм, виявлені в повітряних боях з німецько-фашистськими загарбниками капітану Шевцову Олександру Григоровичу присвоєне звання Героя Радянського Союзу з врученням ордена Леніна і медалі «Золота Зірка» (№ 1710).
На кінець війни здійснив близько 300 успішних бойових вильотів, в повітряних боях особисто збив 15 літаків супротивника.

### Повоєнний час
Після закінчення війни продовжив військову службу в авіації.
У 1949 році закінчив Військову академію імені М. В. Фрунзе, проходив військову службу у військах ППО СРСР на посаді заступника командира дивізії.
З 1951 року — командир 97-ї винищувальної авіаційної дивізії (Калуга). У січні-серпні 1952 року дивізія брала участь в бойових діях у Північної Кореї проти ВПС США та їх союзників у Корейській війні. За період бойових дій льотчики дивізії здійснили 4189 бойових вильотів, провели 164 повітряних боя, збивши при цьому 67 літаків супротивника і втративши 21 літак та 10 своїх льотчиків.
У 1956 році закінчив Вищу військову академію імені К. Є. Ворошилова. З 1956 року — заступник командира, згодом — командир винищувального авіаційного корпусу.
З січня 1960 року — перший заступник командуючого повітряною армією.
З квітня 1961 року — в складі Ракетних військ стратегічного призначення, обіймав посаду заступника командуючого 50-ї ракетної армії (Смоленськ).
З серпня 1962 року — командуючий 43-ю ракетною армією (Вінниця).
З червня 1966 року — начальник Головного штабу — 1-й заступник Головнокомандуючого РВСП СРСР, член Військової Ради РВСП.
У вересні 1976 року генерал-полковник О. Г. Шевцов вийшов у запас.
Обирався депутатом Верховної Ради РРФСР 5-го скликання та Верховної Ради УРСР 6-го скликання.
Помер 28 квітня 1988 року в Москві. Похований на Кунцевському цвинтарі.

## Нагороди
- Медаль Золота Зірка Героя Радянського Союзу (08.09.1943, медаль № 1710)
- Три ордени Леніна (1943, 1966, 1970)
- Чотири ордени Червоного Прапора (1942, 1943, 1945, 1968)
- Орден Олександра Невського (1944)
- Два ордени Вітчизняної війни 1-го ступеня (1944, 1985)
- Два ордени Червоної Зірки (1952, 1972)
- Орден «За службу Батьківщині в Збройних Силах СРСР» 3-го ступеня (1975)
- Медалі.